# Диваналылар
Диваналылар (азерб. Divanalılar) — село в Физулинском районе Азербайджана. Расположено на высоте 471 м.

## Население
До занятия армянами ходе Первой карабахской войны, село Диваналылар имело азербайджанское население. В годы Российской империи село Диваналылар (Диванларъ) находилось в составе Шушинского уезда Елизаветпольской губернии. По данным «Кавказского календаря» на 1912 год в селе проживало 252 человека, в основном азербайджанцы, указанные в календаре как «татары».

## История
Село сильно пострадало в ходе Первой карабахской войны и было взято армянскими вооружёнными формированиями в 1992 году. До войны было селом Физулинского района с западным эксклавом в своём составе, находящемся внутри Мартунинского района НКАО Азербайджанской ССР.
Согласно докладу правозащитного центра «Мемориал», в годы Первой карабахской войны в результате боевых действий армянских вооруженных формирований жители азербайджанского села Диваналылар были вынуждены покинуть его.
7 ноября 2020 года президент Азербайджана объявил об освобождении от оккупации села силами ВС Азербайджана.